# Яловий Леонід Микитович
Леонід Микитович Яловий (5 січня 1944, Виселок Петровського, Криничанський район, Дніпропетровська область, Українська РСР, СРСР) — 13 травня 2021, Кам'янське, Дніпропетровська область, Україна) — український стоматолог, Заслужений лікар України (1994), кандидат медичних наук (2002). Педагог. Головний лікар  Дніпропетровської обласної стоматологічної поліклініки.

## Життєпис
Народився в сім'ї робочих. Батько — Яловий Микита Дорофійович, мати — Ялова (Лазебник) Фєодосія Тимофіївна. 
Навчався і закінчив середню школу  в Дніпродзержинську в 1961 році.
З 1961-1964 — студент Дніпродзержинського металургійного технікуму — отримав спеціальність «технік – металург».
З 1964 по 1967 роки — проходив строкову службу в лавах радянської армії.
З 1967-1972 роки — студент стоматологічного факультету Дніпропетровського медичного інституту.

## Трудовий шлях
У 1972 році після закінчення інституту направлений  на роботу  лікарем стоматологом-ортопедом зубопротезного відділення міської лікарні  в Новомосковськ.
У 1981 році призначений головним лікарем  Дніпропетровської обласної стоматологічної поліклініки. За час керівництва Ялового (1981-2017) відкрито нове спеціальне  приміщення поліклініки зі стоматологічними кафедрами Дніпропетровського медичного інституту. Значно розширено матеріальна база лікарні, його штатний розклад та стоматологічні  відділення. Відмінні відгуки про роботу закладу (тепер – вул. М. Грушевського, 65).
3 1981 по 2004 — головний фахівець із стоматології   відділу охорони здоров'я Дніпропетровської обласної державної адміністрації.
У 1995 році отримав вищу кваліфікаційну категорію із спеціальності «ортопедична стоматологія»,  у 1997 — вищу категорію із спеціальності «Організація і управління охорони  здоров'я».
З 2019 по 2021 роки — викладач закладу вищої освіти Кам'янський  фаховий медичний коледж.

## Наукова діяльність
Автор і співавтор низки статей,  присвячених  практичній стоматології та аналізу і організації стоматологічної допомоги та служби Дніпропетровської області, опублікованих у вітчизняних виданнях.
В 1984 році отримав авторське свідоцтво на винахід №1115745 за розробку пристрою для контролю  обтурації   верхівкового отвору кореневого каналу зуба.
Пріоритетна довідка на винахід «Спосіб  розпломбування  кореневого каналу зуба» / В.Г. Помойницький, Л.М. Яловий, Я.І. Максудов (Україна). - №98041769/4205; заявлено 08.04.98.
В  2002 році захистив  ступінь кандидата медичних наук  із стоматології у Національному медичному університеті ім. О.О. Богомольця (м. Київ).

## Громадська діяльність
В 1995–2018 роках очолював Асоціацію стоматологів Дніпропетровської області.

## Родина
Дружина — Ялова (Самойлова) Олена Павлівна — лікар-рентгенолог.
Син — Яловий Ігор Леонідович — лікар-стоматолог.
Донька — Ступак (Ялова) Ірина Леонідівна — лікар-стоматолог.

## Спорт
Активно займався велосипедним спортом: у 1962 році отримав звання майстра спорту. Своє захоплення не покидав і в останні роки життя — брав участь у змаганнях серед ветеранів велосипедного спорту, входив до складу збірної команди України на Міжнародних змаганнях з велосипедного спорту.

## Нагороди
• 17.05.1983 р. — нагороджений Знаком «Відмінник охорони здоров'я».
• 20.08.1986 р. — нагороджений орденом «Знак Пошани».
• 06.07.1994 р. — наказом Президента України присвоєно почесне звання «Заслужений  лікар України».
• 29.12.2003р. — нагороджений Почесною грамотою Кабінету міністрів України.
• 17.06.2004р. — нагороджений  Почесною грамотою Міністерства охорони здоров'я України.
Також неодноразово отримував  Подяки за вагомі внески в розвиток регіону Дніпропетровської обласної державної адміністрації.

## Наукові публікації
• 1. «Способ контроля обтурации верхушечного отверстия корневого канала зуба» / В.Н. Ходасенко, Г.И. Сирота, Л.Н. Яловой (СССР). - № 3485270; Заявлено 25.08.82; Опубл. 30.09.84; Бюл. № 36. – 3 с.
• 2.Яловий Л.М. «Потреба в ендодонтичних втручаннях та стан її задоволення у населення Дніпропетровської області» // Вісник стоматології. -  Київ. – 1998. - № 2. – С.68-70.
• 3. Помойницький В.Г., Яловий Л.М. «Стан та перспективи розвитку стоматологічної допомоги населенню» // Вісник стоматології. – К. – 1998. - № 3. - С.43-44.
• 4. Помойницький В.Г., Яловий Л.М. «Експертна оцінка ендодонтичних втручань в стоматологічних закладах області» // Медичні перспективи. – К.- 1998. – Т.3, № 4. – С.63-65.
• 5. Яловий Л.М. «Оптимізація контролю пломбування кореневих каналів зубів» // Вісник проблем біології і медицини. – К. - 1998. – Вип.5. – С.131-139.
• 6. Яловий Л.М. «Шляхи підвищення якості ендодонтичних втручань у стоматологічних закладах Дніпропетровської області» // Матеріали І (VІІІ) з’їзду Асоціації стоматологів України. - К. – 1999. – С.163-164.
• 7. Помойницький В.Г., Яловий Л.М. Стан звернень, відвідувань та обсягу допомоги населенню з приводу ускладненого карієсу зубів в обласних стоматологічних установах // Матеріали ІV Міжнародної конференції “Наука і освіта’2001”. – Дніпропетровськ. – 2001. – Т.7. Медицина. Екологія. – С.19-20.
• 8. Яловой Л.Н. «Состояние и тенденции стоматологической службы Днепропетровской области» // Вісник Асоціації стоматологів України.- К. -2000. - № 4-5. – С.5.